# Charlotte Mangold
Charlotte Mangold (* 25. April 1794 in Darmstadt; † 6. April 1876 ebenda) war eine deutsche Sängerin der Stimmlage Alt und Gesangslehrerin.

## Leben und Werk
Charlotte Mangold war die Tochter des Darmstädter Hofmusikers Georg Mangold und dessen Frau Friederike Maria Christina, geb. Stumpff (1772–1844). Sie war die Schwester des Violinisten, Komponisten und Hofkapellmeister Wilhelm Mangold und des Komponisten und Dirigenten Carl Amand Mangold.
1810 erhielt Charlotte Mangold von Carl Maria von Weber ihren ersten Gesangsunterricht. Nach dessen Weggang aus Darmstadt führte Giacomo Meyerbeer 1811 diesen Unterricht fort. Von 1812 bis 1814 studierte Charlotte Mangold mit Unterstützung und Förderung des Großherzogs Ludwig I. in Wien Gesang, mit dem Ziel, Opernsängerin zu werden. Ihre Lehrer in Wien waren hier Joseph Tomaselli, Antonio Salieri und Giovanni Liverati. Ein Halsleiden zwang sie, die angestrebte Karriere und ein im März 1813 bereits vereinbartes Engagement am k. k. Hoftheater in Wien aufzugeben. 1814 ging sie zurück in ihre Heimatstadt Darmstadt. Hier unterrichtete sie über 30 Jahre lang bis 1858 das Fach Gesang einerseits öffentlich an der Viktoriaschule und andererseits privat in ihren eigenen Wohnräumen. Einer ihrer Schüler war der Tenor und Gesangspädagoge Friedrich Schmitt.